# Patu-iki
Patu-iki est le titre donné aux rois de l'île de Niue, dans l'océan Pacifique.

## Historique
Avant le début du XVIIIe siècle, il n'y avait pas de gouvernement organisé sur l'île, le pouvoir étant détenu par des chefs locaux. Le système de Patu-iki commence vers 1700 avec l'ascension de Puni-mata, jusqu'au huitième Patu-iki, Togia-Pula-toaki, lorsque l'île devient un protectorat de l'empire britannique en 1900.
Le système monarchique niuéen se serait formé à la suite de l'augmentation des contacts avec les systèmes monarchiques en place dans les îles Tonga et Samoa. Le système de Niue était non-héréditaire, les rois étant élus par la population parmi les chefs de familles influentes.